# GP van de Tsjechische Republiek MX1 2006
De Grote Prijs van de Tsjechische Republiek 2006 in de MX1-klasse motorcross werd gehouden op 30 juli 2006 op het circuit van Loket. Het was de elfde Grote Prijs van het wereldkampioenschap. Stefan Everts was eens te meer de beste in beide reeksen en behaalde zo zijn elfde zege op elf Grote Prijzen.

## Uitslag eerste reeks
| Plaats | Naam              | Land |
| ------ | ----------------- | ---- |
| 1      | Stefan Everts     | BEL  |
| 2      | Joshua Coppins    | NZL  |
| 3      | Jonathan Barragán | ESP  |
| 4      | Steve Ramon       | BEL  |
| 5      | Ken De Dycker     | BEL  |
| 6      | Kevin Strijbos    | BEL  |
| 7      | James Noble       | GBR  |
| 8      | Tanel Leok        | EST  |
| 9      | Pascal Leuret     | FRA  |
| 10     | Wyatt Avis        | RSA  |

## Uitslag tweede reeks
| Plaats | Naam              | Land |
| ------ | ----------------- | ---- |
| 1      | Stefan Everts     | BEL  |
| 2      | Kevin Strijbos    | BEL  |
| 3      | Joshua Coppins    | NZL  |
| 4      | Jonathan Barragán | ESP  |
| 5      | Steve Ramon       | BEL  |
| 6      | Ken De Dycker     | BEL  |
| 7      | Gordon Crockard   | IRL  |
| 8      | Cédric Melotte    | BEL  |
| 9      | Tanel Leok        | EST  |
| 10     | Manuel Priem      | BEL  |

## Eindstand Grote Prijs
| Plaats | Naam              | Land | Punten |
| ------ | ----------------- | ---- | ------ |
| 1      | Stefan Everts     | BEL  | 50     |
| 2      | Joshua Coppins    | NZL  | 42     |
| 3      | Jonathan Barragán | ESP  | 38     |
| 4      | Kevin Strijbos    | BEL  | 37     |
| 5      | Steve Ramon       | BEL  | 37     |
| 6      | Ken De Dycker     | BEL  | 34     |
| 7      | Tanel Leok        | EST  | 25     |
| 8      | James Noble       | GBR  | 23     |
| 9      | Manuel Priem      | BEL  | 21     |
| 10     | Wyatt Avis        | RSA  | 21     |

## Tussenstand wereldkampioenschap
| Plaats | Naam                  | Land | Punten |
| ------ | --------------------- | ---- | ------ |
| 1      | Stefan Everts         | BEL  | 542    |
| 2      | Kevin Strijbos        | BEL  | 393    |
| 3      | Steve Ramon           | BEL  | 368    |
| 4      | Tanel Leok            | EST  | 355    |
| 5      | Ken De Dycker         | BEL  | 353    |
| 6      | Jonathan Barragán     | ESP  | 273    |
| 7      | Pascal Leuret         | FRA  | 202    |
| 8      | Cédric Melotte        | BEL  | 190    |
| 9      | Manuel Priem          | BEL  | 189    |
| 10     | Francisco García Vico | ESP  | 172    |
| 11     | Julien Bill           | SUI  | 167    |
| 12     | James Noble           | GBR  | 161    |
| 13     | Joshua Coppins        | NZL  | 158    |
| 14     | Brian Jørgensen       | DEN  | 131    |
| 15     | Antti Pyrhönen        | FIN  | 128    |
| 16     | Marvin Van Daele      | BEL  | 127    |
| 17     | Gordon Crockard       | IRL  | 117    |
| 18     | Sébastien Tortelli    | FRA  | 99     |
| 19     | Wyatt Avis            | RSA  | 84     |
| 20     | Danny Theybers        | BEL  | 84     |